# 西久保町 (横浜市)
西久保町（にしくぼちょう）は、神奈川県横浜市保土ケ谷区の地名。「丁目」の設定のない単独町名である。住居表示未実施区域。

## 地理
中央を東海道本線、国道1号が通る。南西に岩井町と帷子町、西から北西に岩間町、北に西区南浅間町と西平沼町、東に西区久保町と東久保町、南東に西区元久保町と接している。

## 歴史

### 町名の由来
久保町の西に位置することから。

### 沿革
- 1935年（昭和10年）7月1日 - 久保町字塩田、反町、殿田、宮下、寺ノ下、外荒具から新設される[6]。

## 世帯数と人口
2025年（令和7年）6月30日現在（横浜市発表）の世帯数と人口は以下の通りである。
| 町丁     | 世帯数    | 人口    |
| -------- | --------- | ------- |
| 西久保町 | 3,072世帯 | 5,250人 |

### 人口の変遷
国勢調査による人口の推移。
| 年                 | 人口  |
| ------------------ | ----- |
| 1995年（平成7年）  | 4,812 |
| 2000年（平成12年） | 4,762 |
| 2005年（平成17年） | 5,044 |
| 2010年（平成22年） | 5,026 |
| 2015年（平成27年） | 4,898 |
| 2020年（令和2年）  | 4,967 |

### 世帯数の変遷
国勢調査による世帯数の推移。
| 年                 | 世帯数 |
| ------------------ | ------ |
| 1995年（平成7年）  | 2,114  |
| 2000年（平成12年） | 2,258  |
| 2005年（平成17年） | 2,389  |
| 2010年（平成22年） | 2,444  |
| 2015年（平成27年） | 2,512  |
| 2020年（令和2年）  | 2,750  |

## 学区
市立小・中学校に通う場合、学区は以下の通りとなる（2024年11月時点）。
| 番・番地等                | 小学校                 | 中学校               |
| ------------------------- | ---------------------- | -------------------- |
| 1〜12番地                 | 横浜市立帷子小学校     | 横浜市立岩崎中学校   |
| 13〜114番地               | 横浜市立保土ケ谷小学校 | 横浜市立岩崎中学校   |
| 115〜141番地 193〜203番地 | 横浜市立富士見台小学校 | 横浜市立岩崎中学校   |
| 142〜192番地 204番地以降  | 横浜市立富士見台小学校 | 横浜市立岩井原中学校 |

## 事業所
2021年（令和3年）現在の経済センサス調査による事業所数と従業員数は以下の通りである。
| 町丁     | 事業所数 | 従業員数 |
| -------- | -------- | -------- |
| 西久保町 | 71事業所 | 1,267人  |

### 事業者数の変遷
経済センサスによる事業所数の推移。
| 年                 | 事業者数 |
| ------------------ | -------- |
| 2016年（平成28年） | 65       |
| 2021年（令和3年）  | 71       |

### 従業員数の変遷
経済センサスによる従業員数の推移。
| 年                 | 従業員数 |
| ------------------ | -------- |
| 2016年（平成28年） | 1,072    |
| 2021年（令和3年）  | 1,267    |

## その他

### 日本郵便
- 郵便番号 : 240-0022[3]（集配局 : 保土ヶ谷郵便局[16]）

### 警察
町内の警察の管轄区域は以下の通りである。
| 番・番地等   | 警察署         | 交番・駐在所   |
| ------------ | -------------- | -------------- |
| 1～114番地   | 保土ケ谷警察署 | 岩間町交番     |
| 115～202番地 | 保土ケ谷警察署 | 保土ケ谷橋交番 |